# Leo Willis
Leo Willis (5 de janeiro de 1890 — 10 de abril de 1952) foi um ator note-americano em filmes desde a era silenciosa. Ele atuou principalmente como caras durões e vilões cômicos, nomeadamente oposto de Harold Lloyd, Charley Chase e Laurel & Hardy no Hal Roach Studios.

## Filmografia selecionada
- The Bohemian Girl (1936)
- The Gold Ghost (1934)
- The Live Ghost (1934)
- Pardon Us (1931)
- Below Zero (1930)
- The Hoose-Gow (1929)
- Their Purple Moment (1928)
- Flying Elephants (1928)
- Call of the Cuckoo (1927)
- The Kid Brother (1927)
- Isn't Life Terrible? (1925)
- Short Kilts (1924)
- Jubilo, Jr. (1924)
- Near Dublin (1924)
- The Timber Queen (1922)
- The Rent Collector (1921)
- Bull's Eye (1917)
- The Italian (1915)